# Helobdella
Helobella es un género de hirudineo o sanguijuela dulceacuícola del Orden Rhynchobdellida.

## Descripción
Cuerpo anillado, en general achatado, en algunos casos casi cilíndrico, el ancho máximo del cuerpo se alcanza a unos dos tercios a tres cuartos de la longitud total.  La superficie dorsal es más oscura y pigmentada que la ventral y presenta series de tubérculos que marcan los anillos principales. Dos ventosas ventrales en extremos opuestos del cuerpo: la cápula más pequeña, que contiene la boca, y el cótilo más ancho, circular, que se extiende un poco más allá del extremo posterior del cuerpo. Un par de ojos simples, dorsales, ubicados hacia el final de la cápula. Tienen una larga faringe cilíndrica que sale por la boca durante la alimentación.  El tubo digestivo presenta en general cinco a seis pares de ciegos laterales estomacales y cuatro intestinales. El ano es dorsal, ubicado aproximadamente sobre el centro del cótilo.

## Biología
Son hermafroditas simultáneos, con cuatro a seis de testículos y dos ovarios. Los gonoporos son ventrales, el masculino un poco por delante del femenino, ubicados aproximadamente en el tercio anterior del cuerpo. Los ovisacos o cocones son depositados en una o dos hileras en la superficie ventral del cuerpo. Luego de la eclosión las crías permanecen adheridas a la superficie ventral y pueden alimentarse de las presas capturadas por el progenitor. No son sanguijuelas hematófagas. Sus presas son en general pequeños invertebrados acuáticos (caracoles, larvas de insectos, lombrices acuáticas, etc.) que capturan con ayuda de sus ventosas y en ocasiones enrollándose alrededor de sus cuerpos. Su faringe se proyecta violentamente a través de la boca y se clava en la presa, en la que inyecta una saliva digestiva. Los tejidos licuados son luego succionados y almacenados en los ciegos intestinales y estomacales, que luego de una ingesta abundante pueden verse por transparencia.

## Distribución y hábitat
Habita ambientes de agua dulce, principalmente en América del Sur y América Central. Se las encuentra  en plantas acuáticas, bajo piedras y otros objetos sumergidos, rara vez sobre sedimentos como limo o arena. Una especie habita en la cavidad paleal de caracoles del género Pomacea y en Chilina fluminea.